# Arrondissements du Sénégal
Les arrondissements du Sénégal sont des subdivisions administratives des départements du Sénégal, eux-mêmes coiffés par les régions. Ils sont au nombre de 133 depuis les nouvelles créations de 2008.
L'arrondissement est une entité territoriale commune à plusieurs pays, surtout francophones.

## Histoire

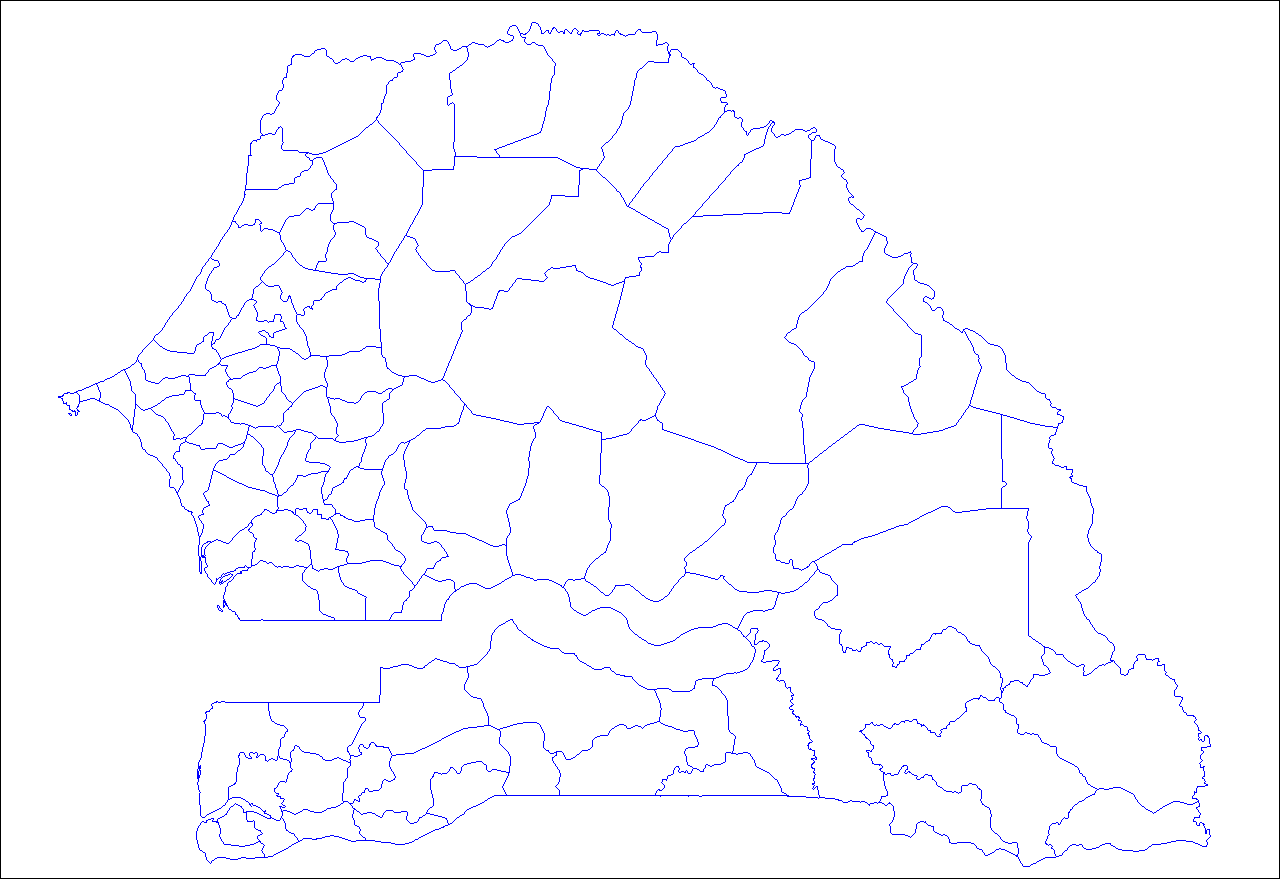
Arrondissements du Sénégal en 2007.

Au moment de l'indépendance du Sénégal, en 1960, les cantons de l'époque coloniale sont remplacés par des arrondissements qui sont au nombre de 85 à l'origine. Les arrondissements sont alors les subdivisions des cercles, eux-mêmes coiffés par sept régions.
Une série de remaniements de l'organisation territoriale interviennent en 1961, 1964, 1972, 1984, 1990, 1996, 2002 et 2008, mais l'arrondissement reste une simple circonscription administrative sous la direction d'un sous-préfet qui représente l'État, dont il coordonne les services civils dans l'arrondissement. Le sous-préfet – qui a porté jusqu'en 1972 le titre de chef d'arrondissement – est aussi officier d'état civil. Il procède chaque année au recensement des populations et contrôle également l'action des présidents de conseils ruraux.
Le nombre d'arrondissements passe à 94 en 1996, puis à 103 – dont 9 arrondissements urbains tous situés dans la région de Dakar – en 2002.
Ce chiffre s'accroît de manière significative en 2008 pour atteindre 133.

## Liste des arrondissements par région et département

### Région de Dakar(code ANSD:01)

#### Département de Dakar(code ANSD:011)

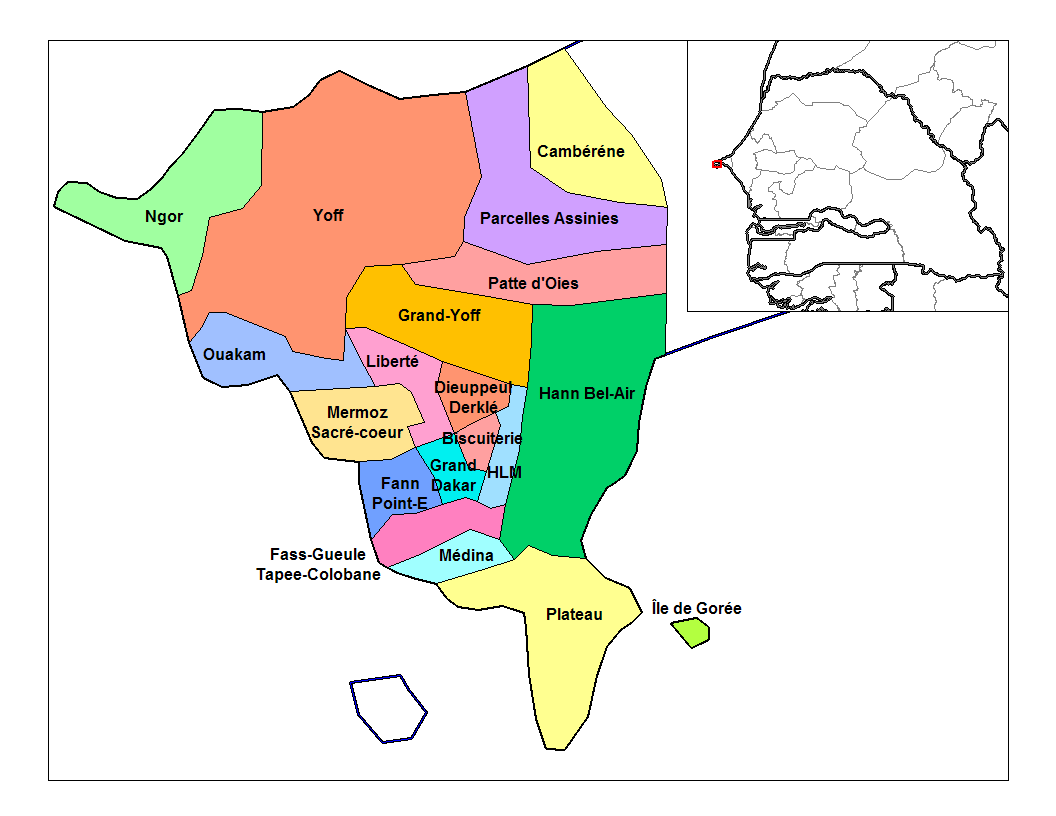
Communes d'arrondissement de Dakar.

Le département comprenait jusqu'en 2013 une seule commune, divisée en 19 communes d'arrondissement érigées depuis en communes sur les 4 arrondissements suivants.
- Arrondissement des Almadies
- Arrondissement de Dakar Plateau
- Arrondissement de Grand Dakar
- Arrondissement des Parcelles Assainies

#### Département de Pikine(code ANSD:012)
- Arrondissement de Dagoudane
- Arrondissement des Niayes
- Arrondissement de Thiaroye

#### Département de Rufisque(code ANSD:013)

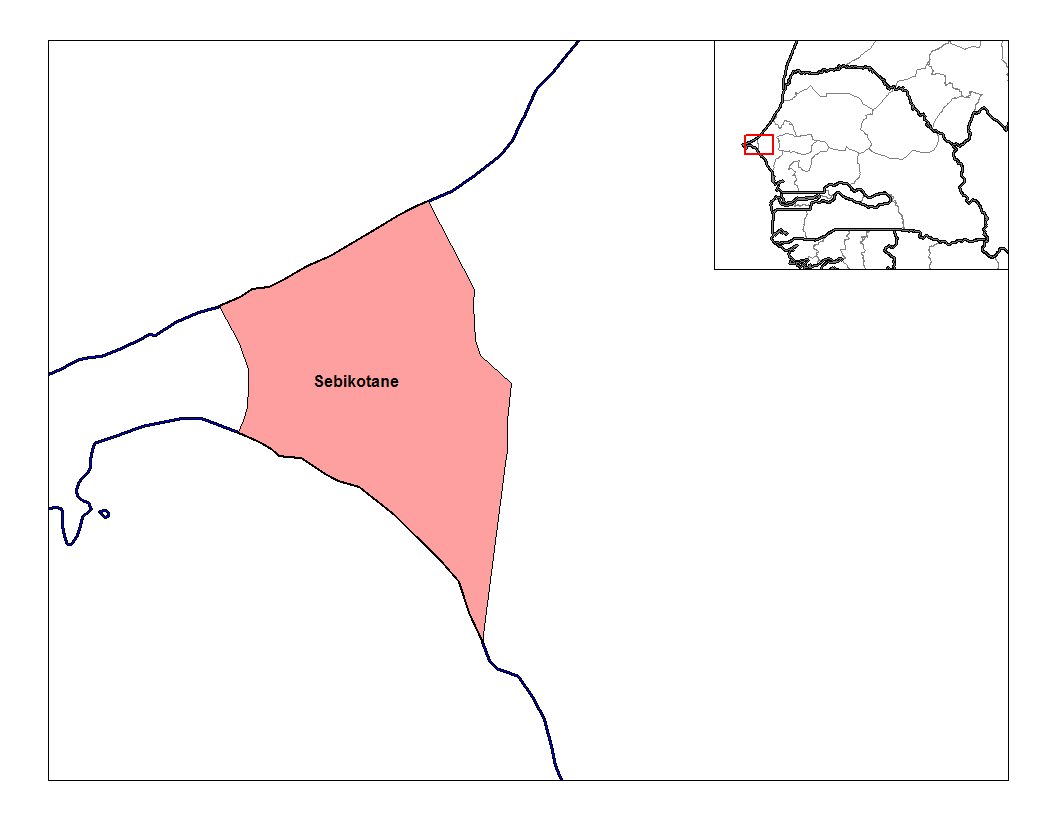
Arrondissement du département de Rufisque.

- Arrondissement de Rufisque ; il comprenait jusqu'en 2013 une seule commune, divisée en 3 communes d'arrondissement érigées depuis en communes
- Arrondissement de Sangalkam

#### Département de Guédiawaye(code ANSD:014)

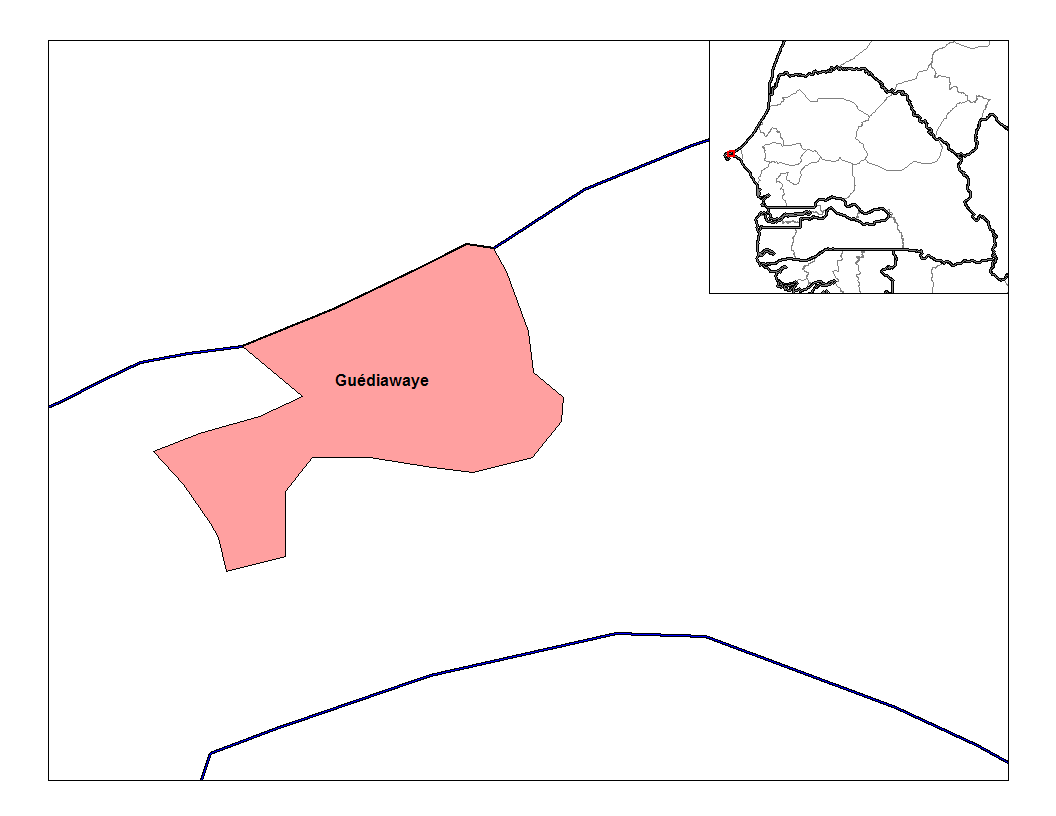
Arrondissement du département de Guédiawaye.

Dans le cas de Guédiawaye, l'arrondissement coïncide avec le département.
- Arrondissement de Guédiawaye ; il comprenait jusqu'en 2013 une seule commune, divisée en 5 communes d'arrondissement érigées depuis en communes

### Région de Ziguinchor(code ANSD:02)

#### Département de Bignona(code ANSD:021)

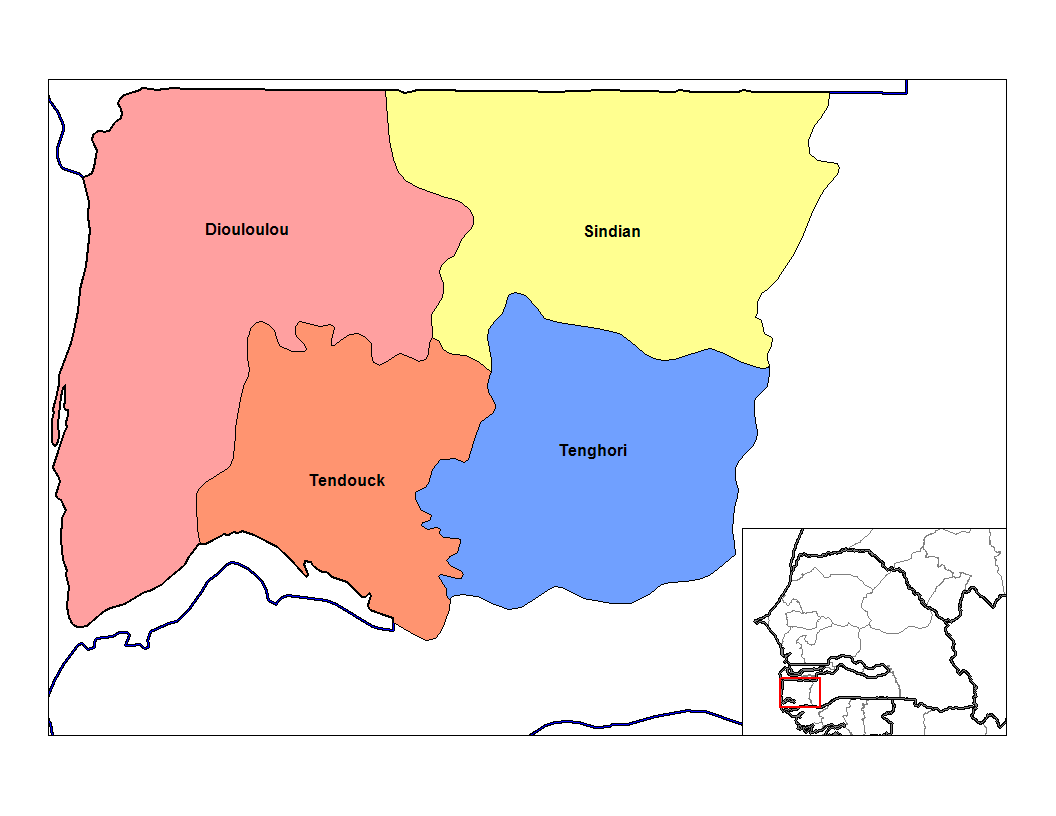
Arrondissements du département de Bignona.

- Arrondissement de Kataba 1
- Arrondissement de Sindian
- Arrondissement de Tendouck
- Arrondissement de Tenghory

#### Département d'Oussouye(code ANSD:022)

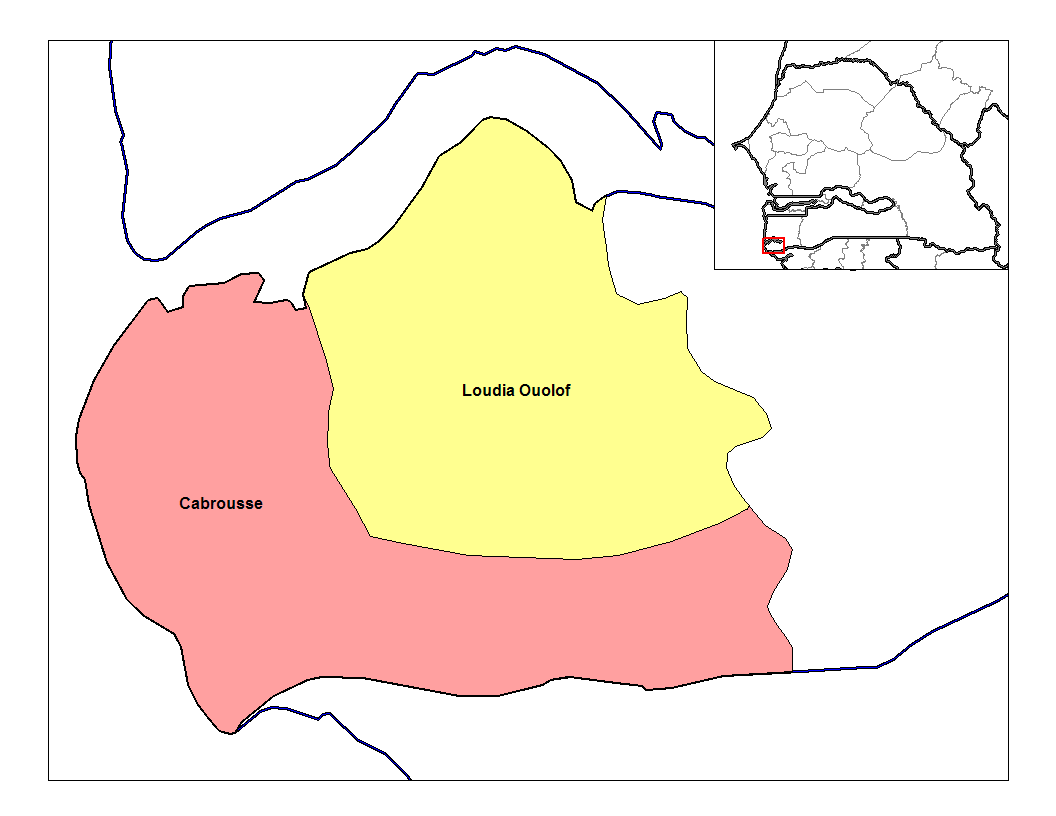
Arrondissements du département d'Oussouye.

- Arrondissement de Kabrousse
- Arrondissement de Loudia Ouoloff

#### Département de Ziguinchor(code ANSD:023)

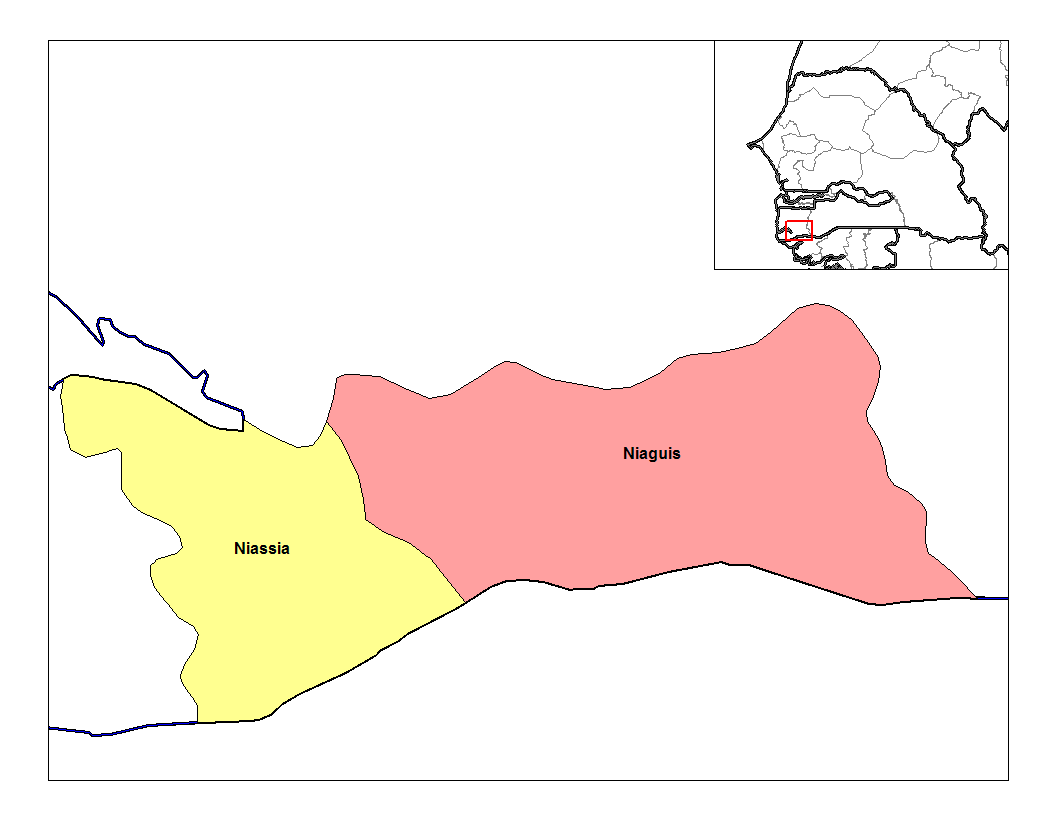
Arrondissements du département de Ziguinchor.

- Arrondissement de Niaguis
- Arrondissement de Nyassia

### Région de Diourbel(code ANSD:03)

#### Département de Bambey(code ANSD:031)

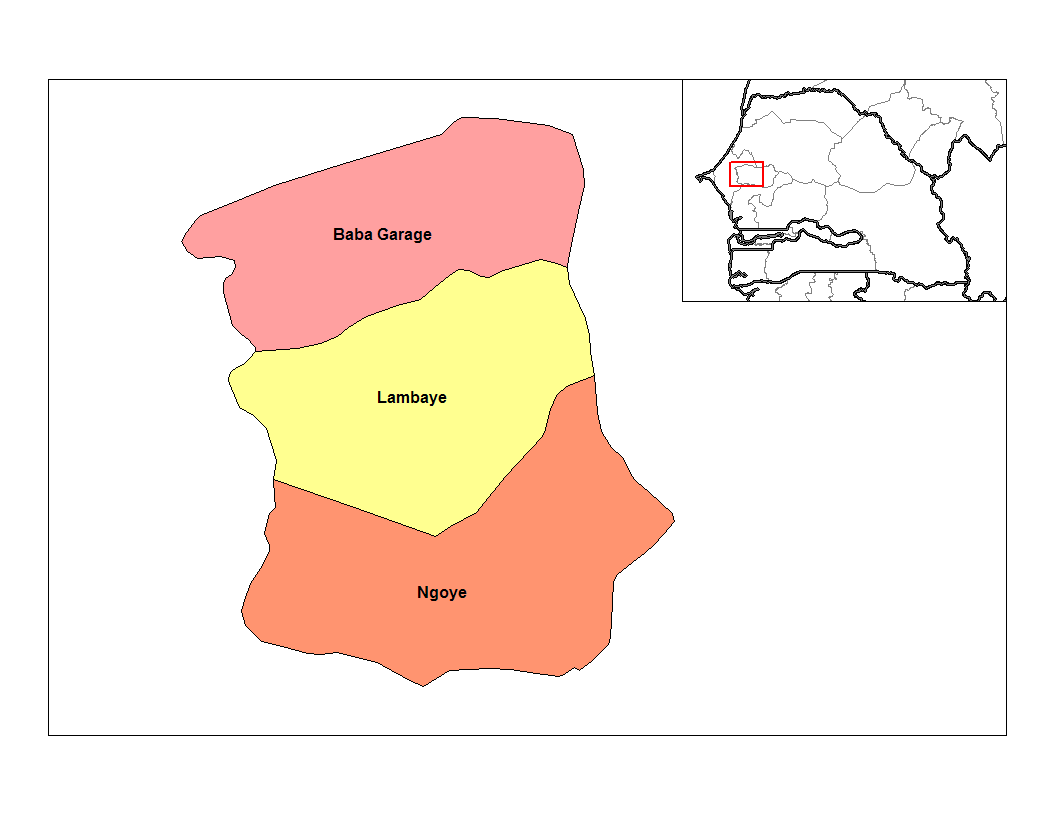
Arrondissements du département de Bambey.

- Arrondissement de Baba Garage
- Arrondissement de Lambaye
- Arrondissement de Ngoye

#### Département de Diourbel(code ANSD:032)

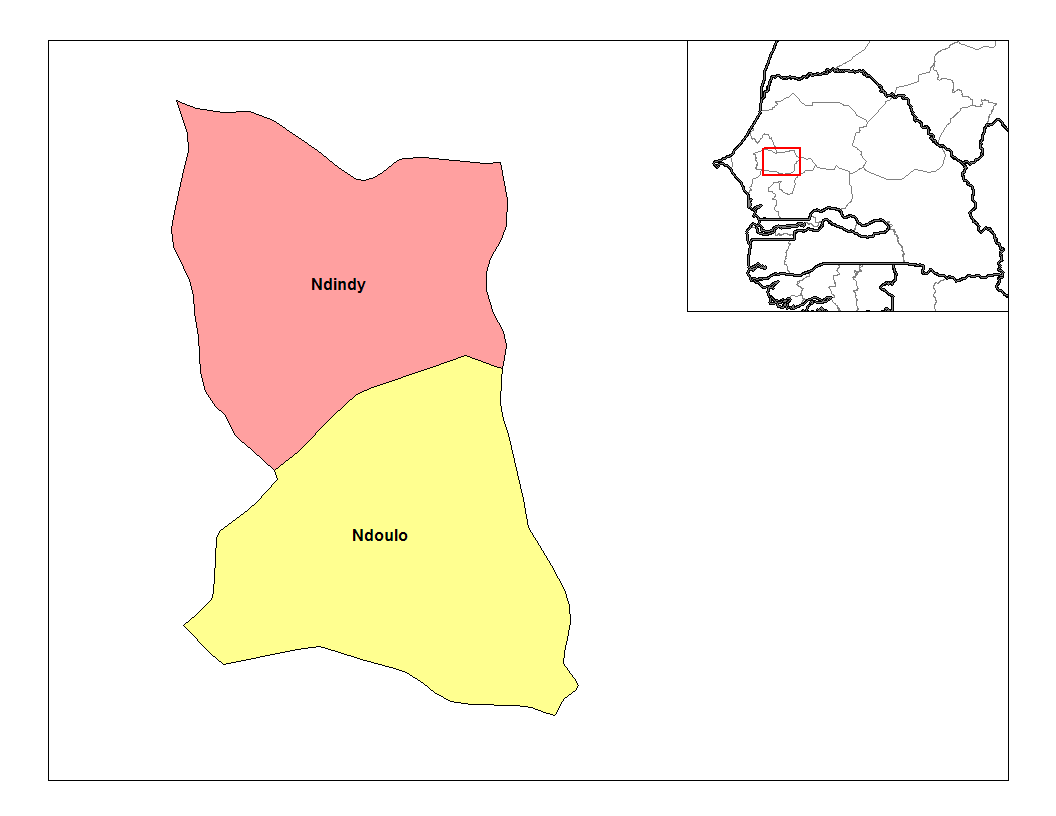
Arrondissements du département de Diourbel.

- Arrondissement de Ndindy
- Arrondissement de Ndoulo

#### Département de Mbacké(code ANSD:033)
- Arrondissement de Kael
- Arrondissement de Ndame
- Arrondissement de Taïf

### Région de Saint-Louis(code ANSD:04)

#### Département de Dagana(code ANSD:041)
- Arrondissement de Ndiaye
- Arrondissement de Mbane

#### Département de Podor(code ANSD:042)

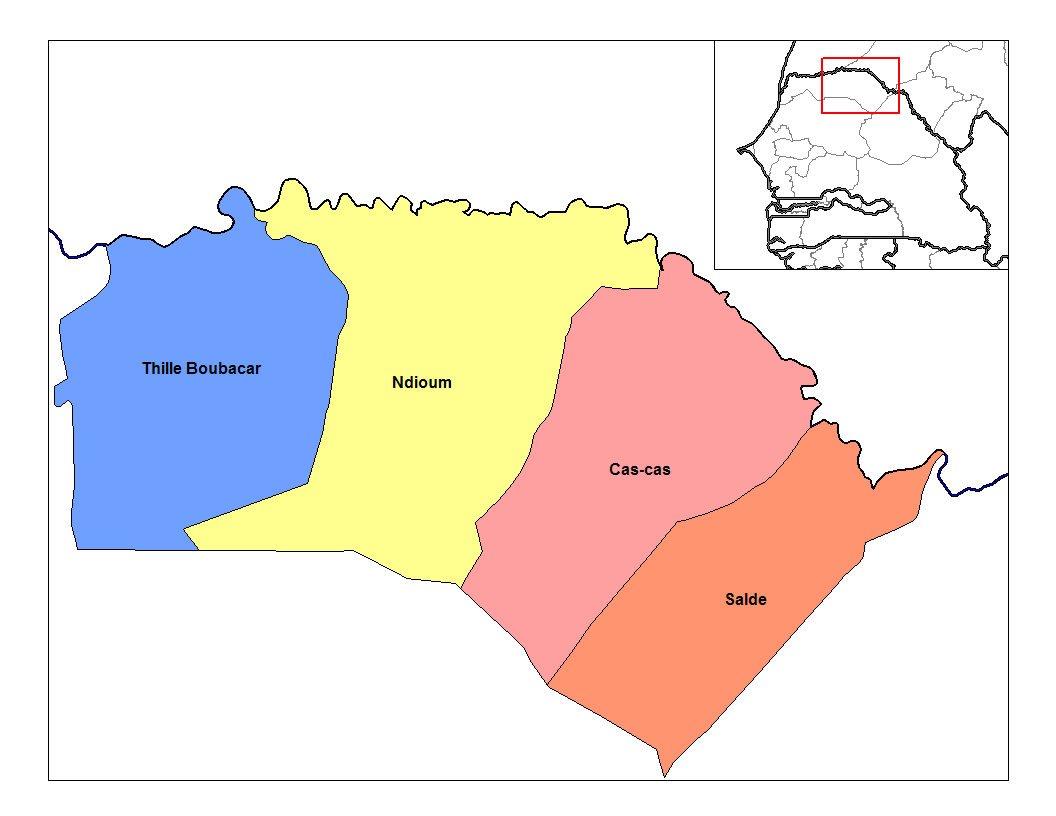
Arrondissements du département de Podor.

- Arrondissement de Cas-Cas
- Arrondissement de Gamadji Saré
- Arrondissement de Saldé
- Arrondissement de Thillé Boubacar

#### Département de Saint-Louis(code ANSD:043)

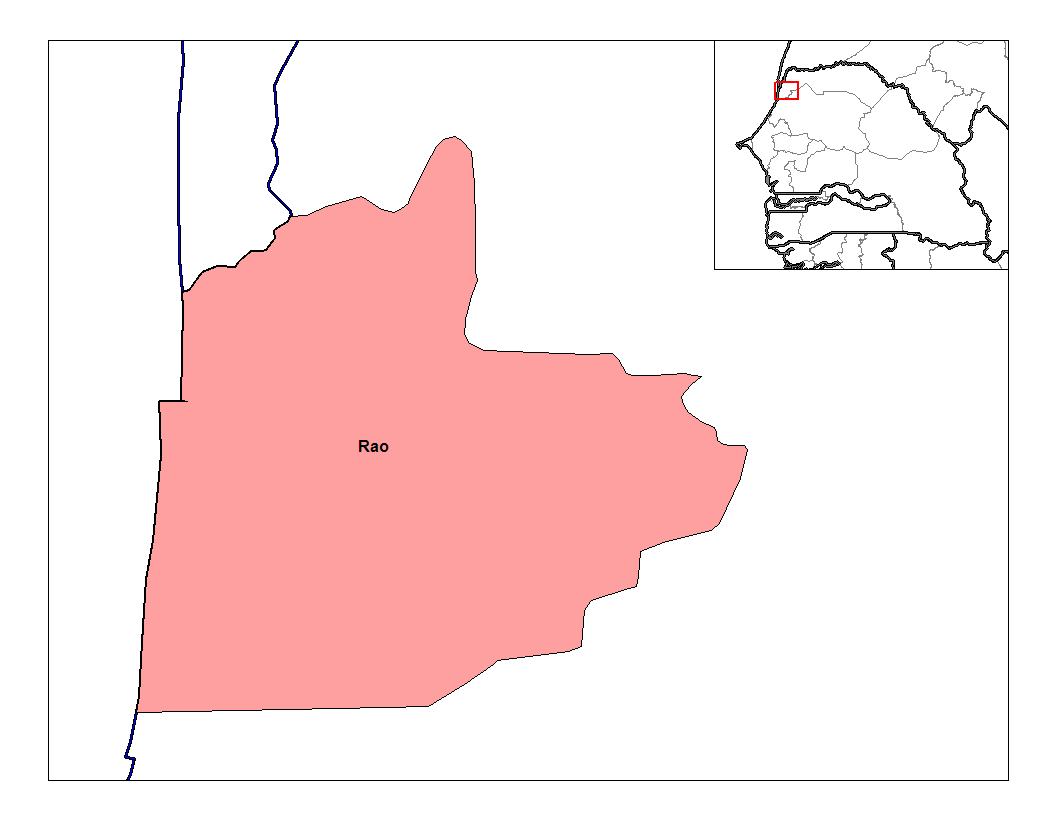
Arrondissement du département de Saint-Louis

Depuis le redécoupage lié à la création de la région de Matam, le département ne comprend plus qu'un seul arrondissement :
- Arrondissement de Rao, incluant la commune de Saint-Louis

### Région de Tambacounda(code ANSD:05)

#### Département de Bakel(code ANSD:051)
- Arrondissement de Bélé
- Arrondissement de Kéniaba
- Arrondissement de Moudéry

#### Département de Goudiry(code ANSD:052)
- Arrondissement de Bala
- Arrondissement de Boynguel Bamba
- Arrondissement de Dianké Makha
- Arrondissement de Koulor

#### Département de Koumpentoum(code ANSD:053)
- Arrondissement de Bamba Thialène
- Arrondissement de Kouthiaba Wolof

#### Département de Tambacounda(code ANSD:054)
- Arrondissement de Koussanar
- Arrondissement de Makacolibantang
- Arrondissement de Missirah

### Région de Kaolack(code ANSD:06)

#### Département de Kaolack(code ANSD:061)

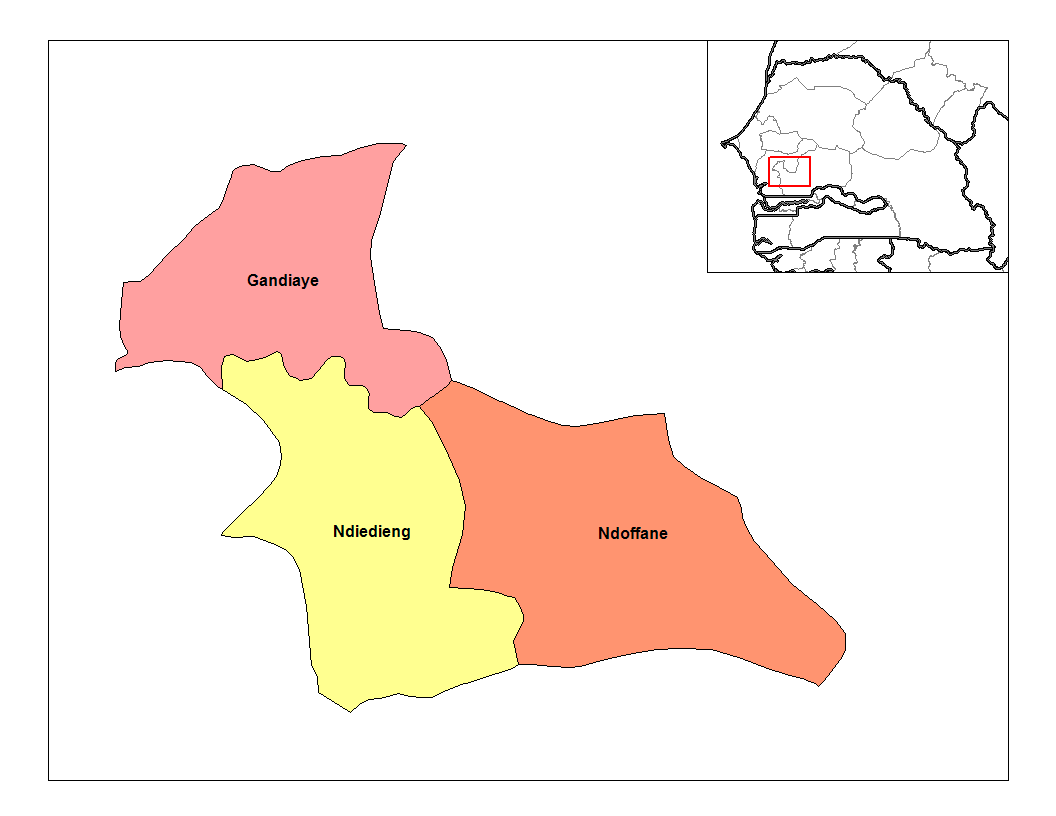
Arrondissements du département de Kaolack.

- Arrondissement de Koumbal
- Arrondissement de Ndiédieng
- Arrondissement de Sibassor
- Arrondissement de Ngothie

#### Département de Nioro du Rip(code ANSD:062)

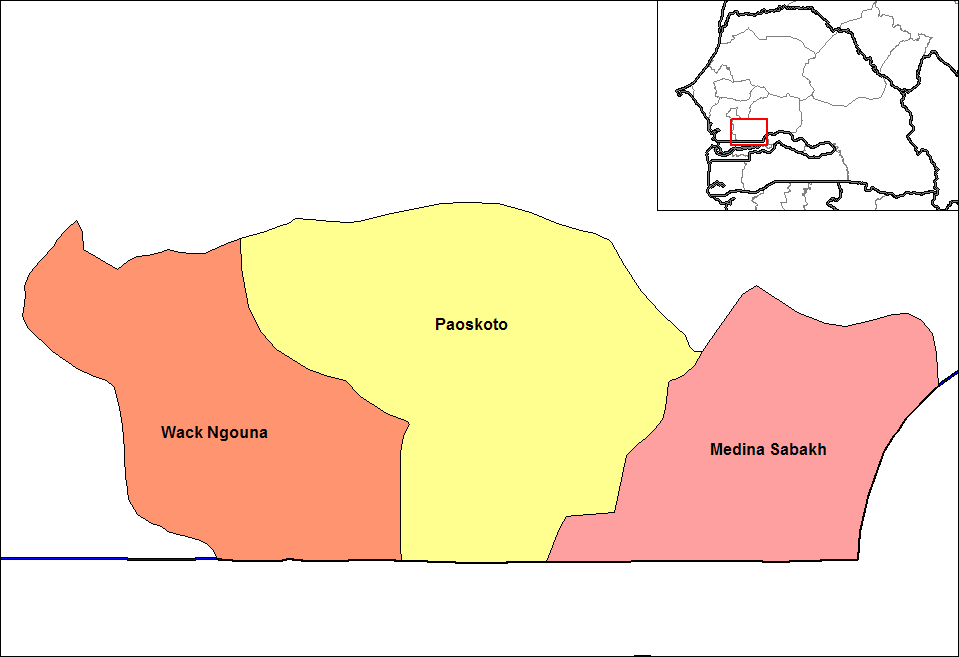
Arrondissements du département de Nioro du Rip.

- Arrondissement de Médina Sabakh
- Arrondissement de Paoskoto
- Arrondissement de Wack Ngouna

#### Département de Guinguinéo(code ANSD:063)
- Arrondissement de Mbadakhoune
- Arrondissement de Nguélou

### Région de Thiès(code ANSD:07)

#### Département de M'bour(code ANSD:071)
- Arrondissement de Fissel
- Arrondissement de Séssène
- Arrondissement de Sindia

#### Département de Thiès(code ANSD:072)
- Arrondissement de Keur Moussa
- Arrondissement de Notto
- Arrondissement de Thiénaba
- Arrondissement de Thiès Nord
- Arrondissement de Thiès Sud

#### Département de Tivaouane(code ANSD:073)

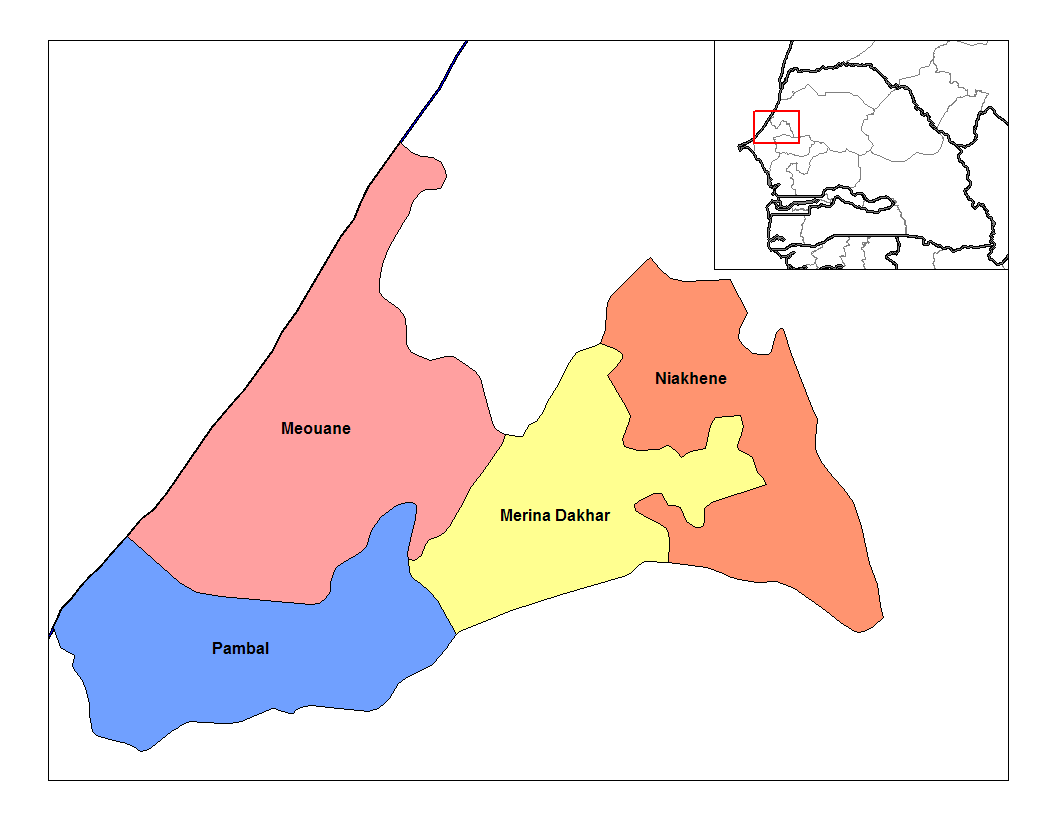
Arrondissements du département de Tivaouane.

- Arrondissement de Mérina Dakhar
- Arrondissement de Méouane
- Arrondissement de Niakhène
- Arrondissement de Pambal

### Région de Louga(code ANSD:08)

#### Département de Kébémer(code ANSD:081)

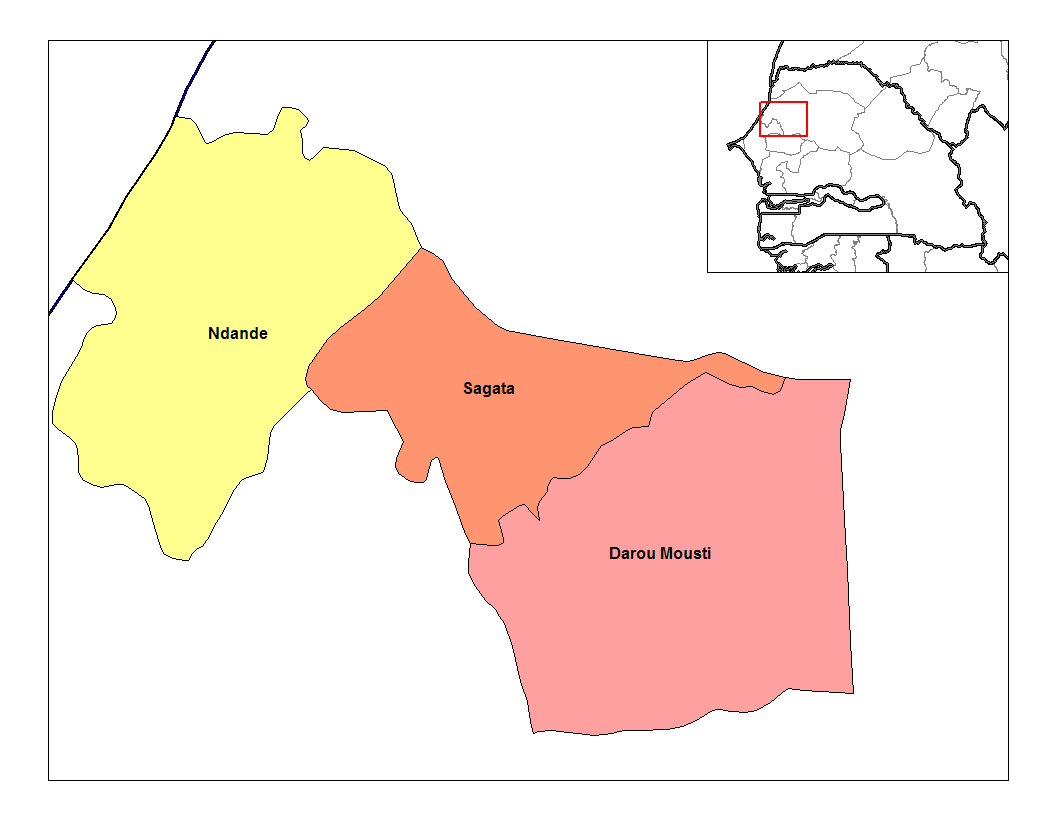
Arrondissements du département de Kébémer.

- Arrondissement de Ndande
- Arrondissement de Darou Mousty
- Arrondissement de Sagatta

#### Département de Linguère(code ANSD:082)

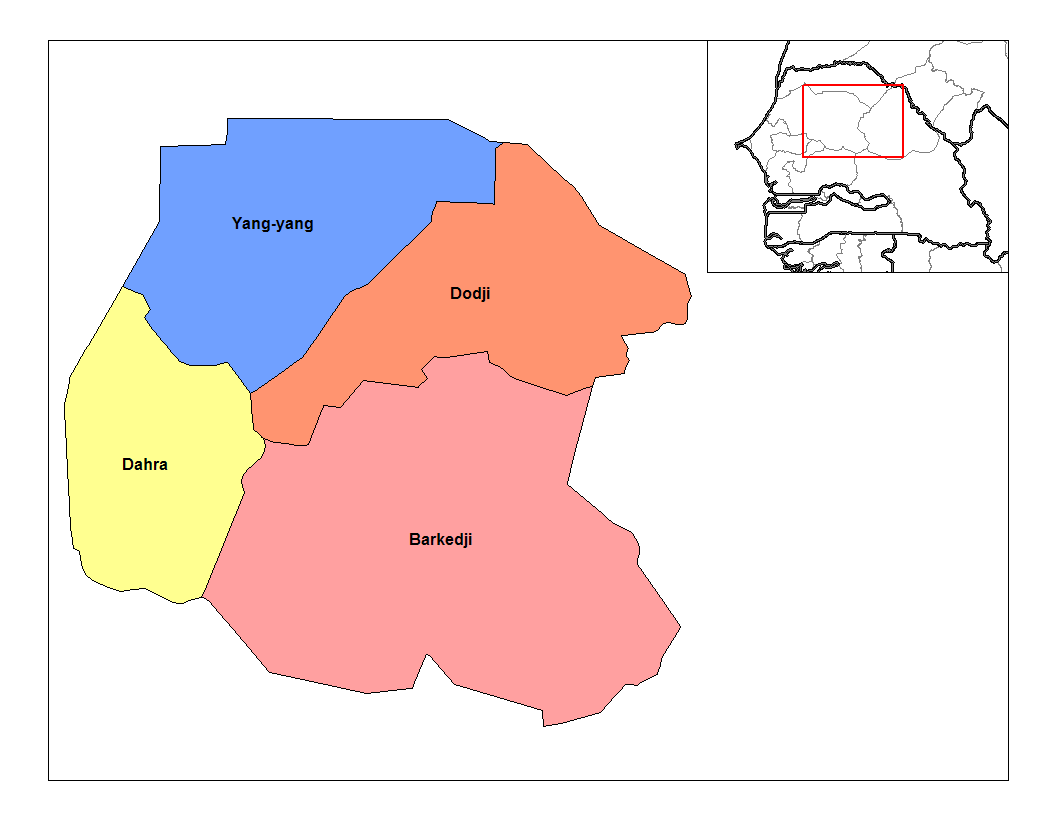
Arrondissements du département de Linguère.

- Arrondissement de Barkédji
- Arrondissement de Dodji
- Arrondissement de Sagatta Dioloff
- Arrondissement de Yang Yang

#### Département de Louga(code ANSD:083)

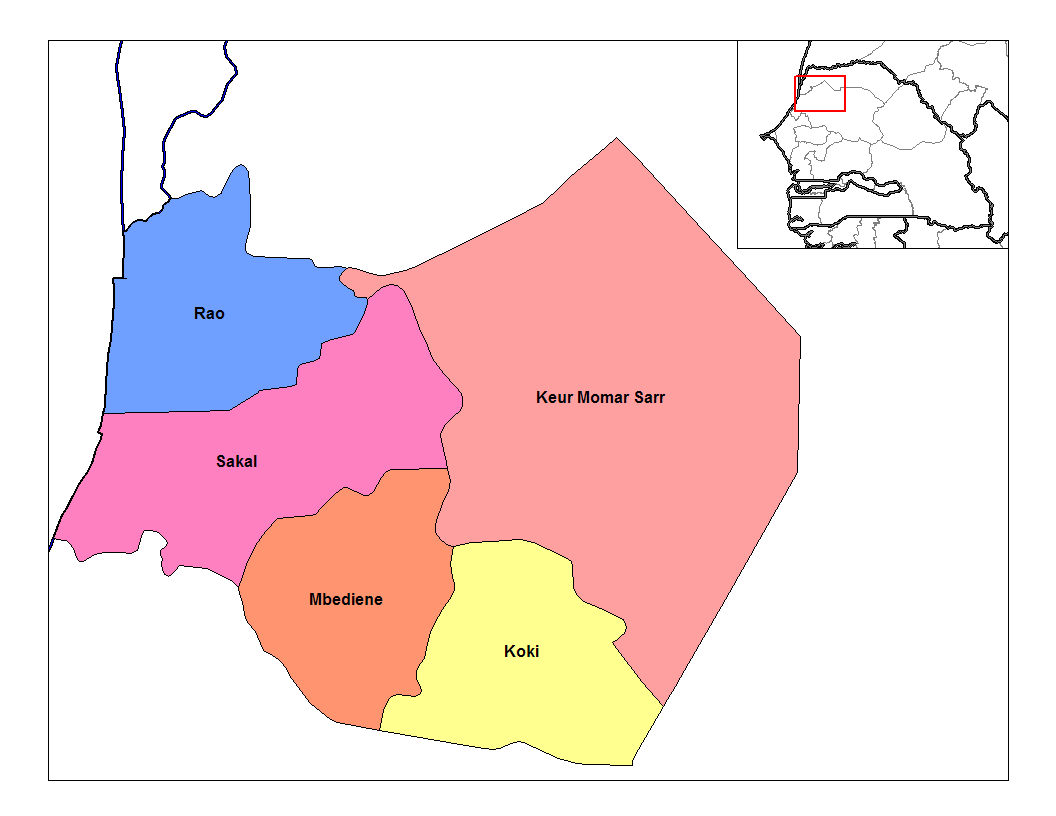
Arrondissements du département de Louga.

- Arrondissement de Coki
- Arrondissement de Keur Momar Sarr
- Arrondissement de Mbédiène
- Arrondissement de Sakal

### Région de Fatick(code ANSD:09)

#### Département de Fatick(code ANSD:091)

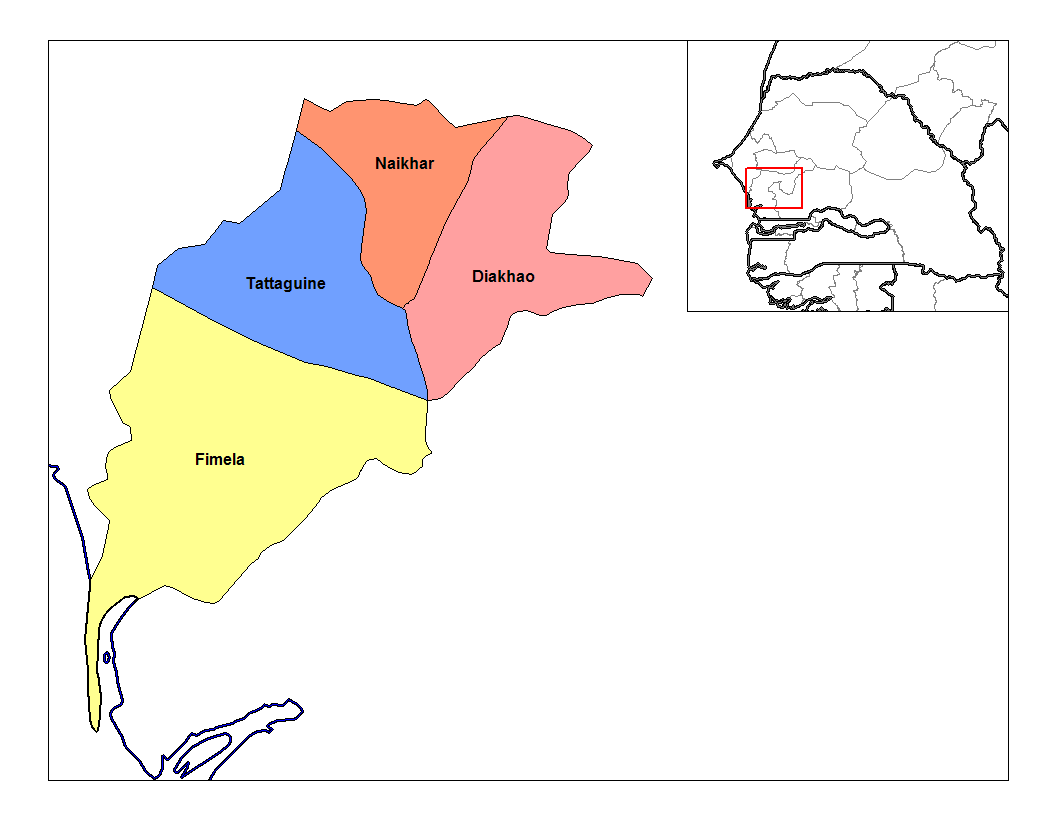
Arrondissements du département de Fatick.

- Arrondissement de Diakhao
- Arrondissement de Fimela
- Arrondissement de Niakhar
- Arrondissement de Tattaguine

#### Département de Foundiougne(code ANSD:092)

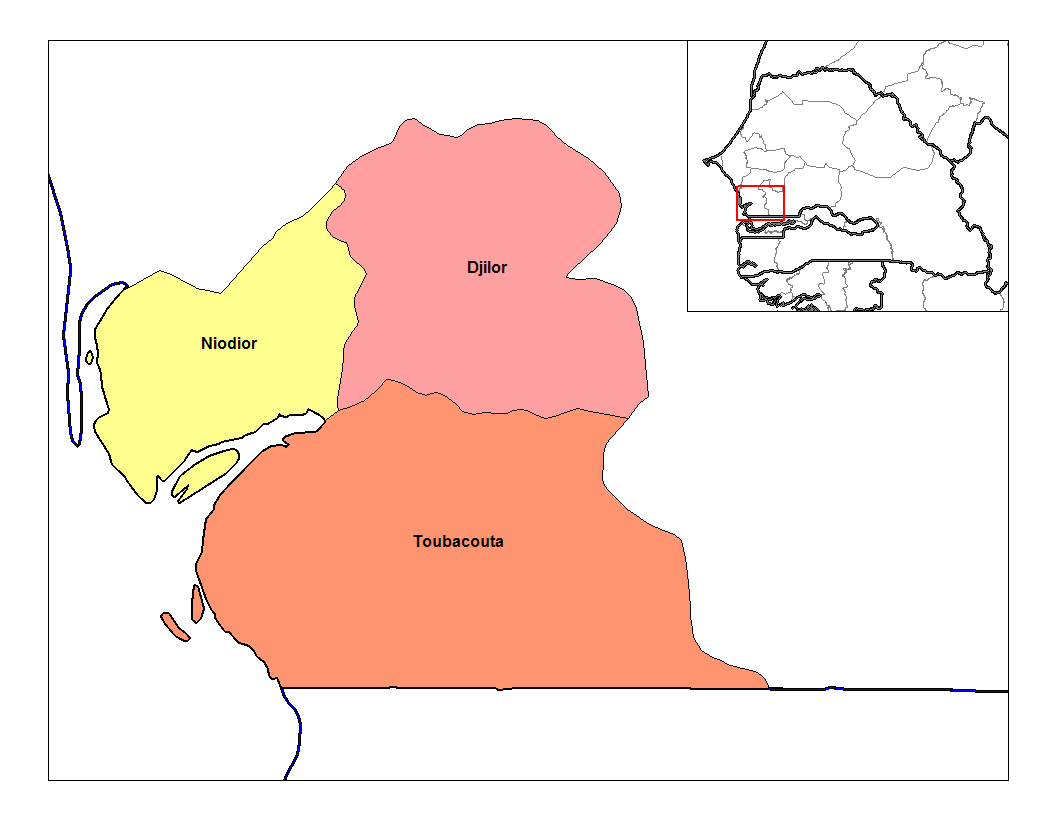
Arrondissements du département de Foundiougne.

- Arrondissement de Djilor
- Arrondissement de Niodior
- Arrondissement de Toubacouta

#### Département de Gossas(code ANSD:093)

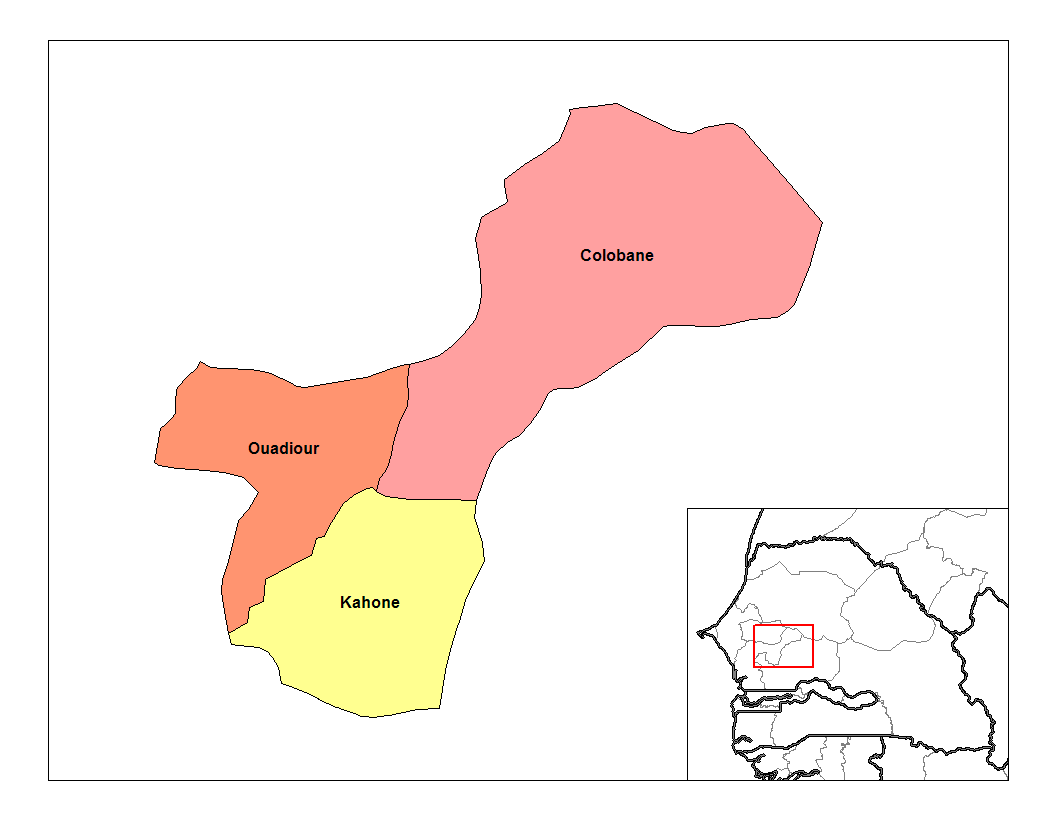
Arrondissements du département de Gossas.

- Arrondissement de Colobane
- Arrondissement de Ouadiour

### Région de Kolda(code ANSD:10)

#### Département de Kolda(code ANSD:101)
- Arrondissement de Djoulacolon
- Arrondissement de Mampatim
- Arrondissement de Saré Bidji

#### Département de Vélingara(code ANSD:102)
- Arrondissement de Bonkonto
- Arrondissement de Pakour
- Arrondissement de Saré Coly Sallé

#### Département de Médina Yoro Foulah(code ANSD:103)
- Arrondissement de Fafacourou
- Arrondissement de Ndorna
- Arrondissement de Niaming

### Région de Matam(code ANSD:11)

#### Département de Kanel(code ANSD:111)
- Arrondissement de Orkadiere
- Arrondissement de Wouro Sidy

#### Département de Matam(code ANSD:112)
- Arrondissement de Agnam Civol
- Arrondissement de Ogo

#### Département de Ranérou-Ferlo(code ANSD:113)

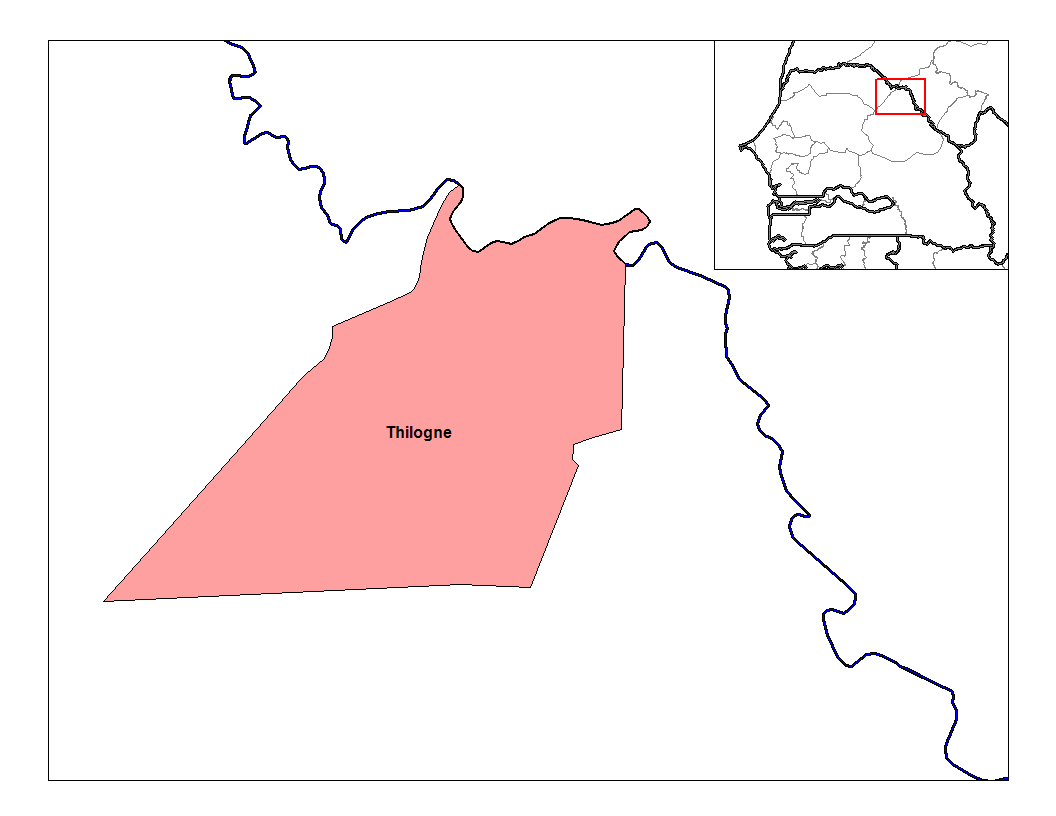
Arrondissement du département de Ranérou-Ferlo.

Le département ne comporte qu'un seul arrondissement :
- Arrondissement de Vélingara

#### Département de Kaffrine(code ANSD:121)
Le découpage du département a été modifié en 2006 avec la création du département de Koungheul.
- Arrondissement de Gniby
- Arrondissement de Katakel

#### Département de Birkelane(code ANSD:122)
- Arrondissement de Keur Mboucki
- Arrondissement de Mabo

#### Département de Koungheul(code ANSD:123)
- Arrondissement de Ida Mouride
- Arrondissement de Lour Escale
- Arrondissement de Missirah Wadene

#### Département de Malem Hodar(code ANSD:124)
- Arrondissement de Darou Minam 2
- Arrondissement de Sagna

### Région de Kédougou(code ANSD:13)

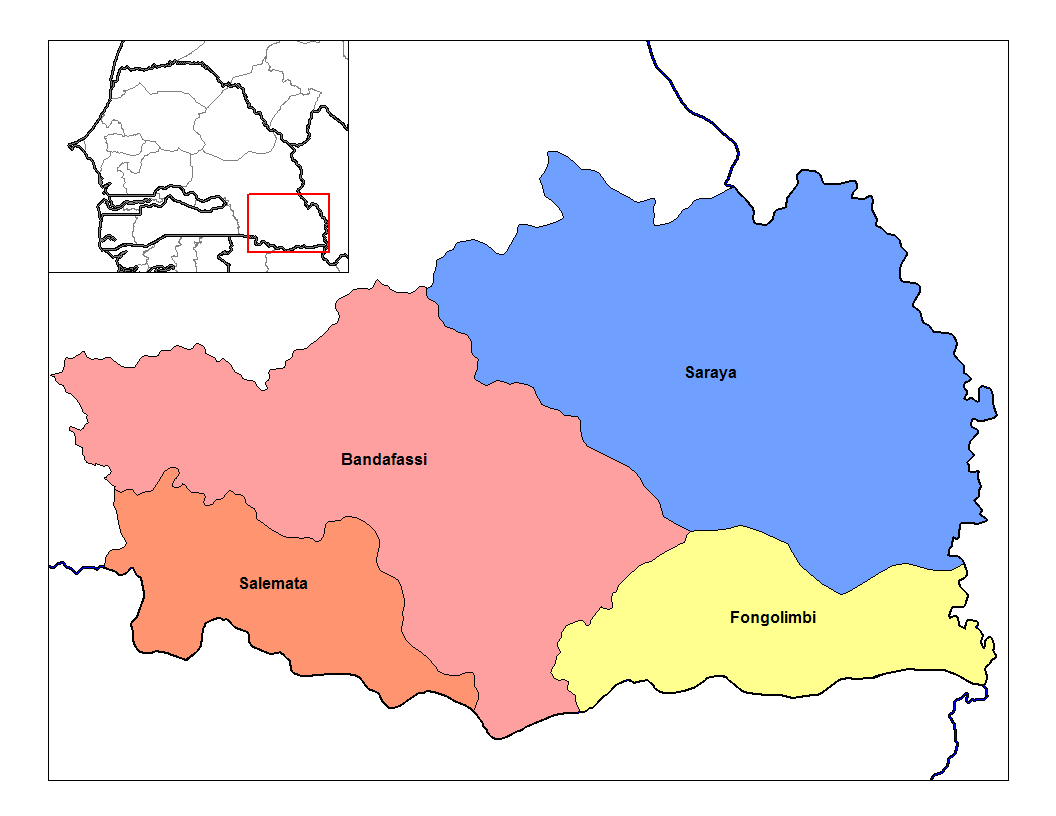
Arrondissements de la région de Kédougou.

#### Département de Kédougou(code ANSD:131)
- Arrondissement de Bandafassi
- Arrondissement de Fongolembi

#### Département de Salemata(code ANSD:132)
- Arrondissement de Dakateli
- Arrondissement de Dar Salam

#### Département de Saraya(code ANSD:133)
- Arrondissement de Bembou
- Arrondissement de Sabodala

### Région de Sédhiou(code ANSD:14)

#### Département de Sédhiou(code ANSD:141)
- Arrondissement de Diendé
- Arrondissement de Djibabouya
- Arrondissement de Djiredji

#### Département de Bounkiling(code ANSD:142)
- Arrondissement de Boghal
- Arrondissement de Bona
- Arrondissement de Diaroumé

#### Département de Goudomp(code ANSD:143)
- Arrondissement de Djibanar
- Arrondissement de Simbandi Brassou
- Arrondissement de Karantaba